# Folland Gnat
Folland Gnat var ett mycket litet lätt jaktplan och skolflygplan med bakåtsvepta vingar som inte hade överljudskapacitet. Flygplanet konstruerades av W.E.W. Petter och flög för första gången 1955. Gnat är det engelska namnet för insektsfamiljen knott.

## Historia
Planets experimentella föregångare var Folland Midge som hade en svagare motor. Gnat var konstruerat så att det kunde byggas utan specialverktyg, det vill säga av länder som nödvändigtvis inte var längst hunna i industrialiseringen. För att planet skulle bli kompakt var man tvungen att packa samman dess system väldigt tätt, vilket gjorde underhållet svårare. 
Flygplanet användes mest i Indien där det kallades Ajeet ("Oövervinnlig" eller Ointaglig"). Gnat var det enda flygplan som indierna själva ansåg vara ett värdigt jaktplan. De pakistanska piloterna hade dock alltid mera respekt för Hawker Hunter. Det indiska flygvapnet förlitade sig hårt på överlägsenhet i antal, men när Gnat mötte olika pakistanska flygplan en mot en slutade det oftast med att Gnaten sköts ned. Gnats efterföljare var en modifikation för indiska förhållanden som kallades för Ajeet Mark 2. Mer än 175 av de indiska flygplanen byggdes i Bangalore. Därtill anskaffades 40 direkt från Folland. Gnatflygplanen flögs i Indien mellan 1958 och 1978 och ett flertal är nu i privat ägo.
I Storbritannien tjänade den som skolflygplan under benämningen Folland Fo.144 Gnat Trainer (senare omdöpt till Gnat T.Mk1). Flygplanet vann mest uppmärksamhet som uppvisningsflygplan för RAF:s flygakrobatikteam Red Arrows. När RAF år 1979 ersatte eller sålde bort sina Gnat T.Mk1 skolflygplan köptes många av privata samlare och kom att medverka (tillsammans med några ensitsiga Gnats) i Charlie Sheenfilmen Hot Shots! Höjdarna!
En av de få kvarvarande Gnatflygplanen restaureras för närvarande till flygskick vid Bournemouths flygfält i södra England. När den restaurerats kommer XR537 (eller G-NATY som är hennes registernummer i det civila flygregistret) att vara den enda genuina, före detta Gnat som flugit med Red Arrows, i europeiska flygmuseicirklar. Flygplanet kan beskådas vid Bournemouth Aviation Museum.
Gnat var en stark inspirationskälla till det svenska Saab 105/SK60 genom sin litenhet,  och hade imponerat på konstruktionsteamet i Linköping.

## Användning i Finland
Finlands första Gnatflygplan anlände 30 juli 1958. Typen visade sig vara problematisk i tjänstgöringen och krävde mycket service. Man påbörjade aldrig licenstillverkning i Finland trots att man inledningsvis ämnat göra så. Det finländska flygvapnet använde 13 Gnatflygplan av vilka 11 var jaktplan och två spaningsflygplan. Gnat var första flygplan att överskrida ljudvallen i Finland den 31 juli 1958 i Luonetjärvi. Pilot var major Lauri Pekuri. Flygplanet GN-102 förstördes den 26 oktober 1958 på grund av ett tekniskt fel och flygplanstypen hade flygförbud under ett halvt år i Finland. Gnatens problem ledde till avsevärd kritik från pressen, och man slutade använda Gnat i Finland år 1974.

## Varianter
- Fo.141 Gnat - ensitsig lättviktjaktplan.
- Fo.144 Gnat trainer - tvåsitsigt avancerat skolflygplan.
- Gnat T.Mk 1 - tvåsitsigt avancerat skolflygplan för RAF.

| Variant                     | Antal byggda | Antal uppgraderade | Övrigt                                                |
| --------------------------- | ------------ | ------------------ | ----------------------------------------------------- |
| Folland FO.139 Midge        | 1            |                    | Underskaligt testflygplan.                            |
| Gnat (P)                    | 9            |                    | Gnatjaktplansprototyper.                              |
| Gnat (Y)                    | 2            |                    | Jugoslaviska utvärderingsflygplan.                    |
| Folland FO.141 Gnat F.1F    | 11           |                    | Finländsk jaktplansvariant.                           |
| Folland FO.141 Gnat FR Mk.1 | 2            |                    | Finländsk spaningsvariant.                            |
| delsumma                    | 25           |                    | Icke-indiska ensitsiga flygplan.                      |
| Gnat (IF)                   | 23           | 2                  | Follandbyggda Gnats för Indien.                       |
| Gnat (IK)                   | 20           |                    | Indiska Gnats som satts samman av färdigbyggda delar. |
| Gnat (IP)                   | 195          |                    | Indiskbyggda Gnats som tillverkats av HAL.            |
| Ajeet                       | 79           | 10                 | Förbättrad HAL-byggd Gnat                             |
| delsumma                    | 317          |                    | Indiska ensitsare.                                    |
| delsumma                    | 342          |                    | Alla ensitsiga Gnatflygplan.                          |
| Ajeet (T)                   | 2            |                    | Ajeetskolflygplan, aldrig producerat.                 |
| Folland Gnat T.1            | 105          |                    | Gnatskolflygplan.                                     |
| delsumma                    | 107          |                    | Tvåsitsiga Gnatflygplan.                              |
| TOTALT                      | 449          |                    |                                                       |

## Användare
- Finland, Indien, Storbritannien, Jugoslavien (enbart två flygplan som användes för tester).